# 6806 Kaufmann
6806 Kaufmann eller 6048 P-L är en asteroid i huvudbältet som upptäcktes den 24 september 1960 av den nederländsk-amerikanske astronomen Tom Gehrels och det nederländska astronomparet Ingrid van Houten-Groeneveld och Cornelis Johannes van Houten vid Palomarobservatoriet. Den är uppkallad efter tysken Horst W. Kaufmann.
Asteroiden har en diameter på ungefär 9 kilometer och den tillhör asteroidgruppen Sulamitis.